# 2019年世界水泳選手権マーシャル諸島選手団
2019年世界水泳選手権マーシャル諸島選手団は、2019年7月12日から7月28日まで韓国の光州で開催された第18回世界水泳選手権のマーシャル諸島選手団、およびその競技結果。

## 選手団
- 人員: 選手 3人

## 選手名簿・結果
| 選手                   | 種目              | 予選      | 予選  | 準決勝   | 準決勝   | 決勝     | 決勝     |
| 選手                   | 種目              | 結果      | 順位  | 結果     | 順位     | 結果     | 順位     |
| ---------------------- | ----------------- | --------- | ----- | -------- | -------- | -------- | -------- |
| フィリップ・キノノ     | 男子50m自由形     | 29秒25    | 124位 | 予選敗退 | 予選敗退 | 予選敗退 | 予選敗退 |
| フィリップ・キノノ     | 男子50m背泳ぎ     | 41秒27    | 74位  | 予選敗退 | 予選敗退 | 予選敗退 | 予選敗退 |
| コリーン・ファージソン | 女子50m背泳ぎ     | 33秒28    | 38位  | 予選敗退 | 予選敗退 | 予選敗退 | 予選敗退 |
| コリーン・ファージソン | 女子100m背泳ぎ    | 1分13秒64 | 58位  | 予選敗退 | 予選敗退 | 予選敗退 | 予選敗退 |
| アン＝マリー・ヘプラー | 女子50m自由形     | 29秒63    | 78位  | 予選敗退 | 予選敗退 | 予選敗退 | 予選敗退 |
| アン＝マリー・ヘプラー | 女子50mバタフライ | 30秒77    | 50位  | 予選敗退 | 予選敗退 | 予選敗退 | 予選敗退 |